# Maria Ann Smith

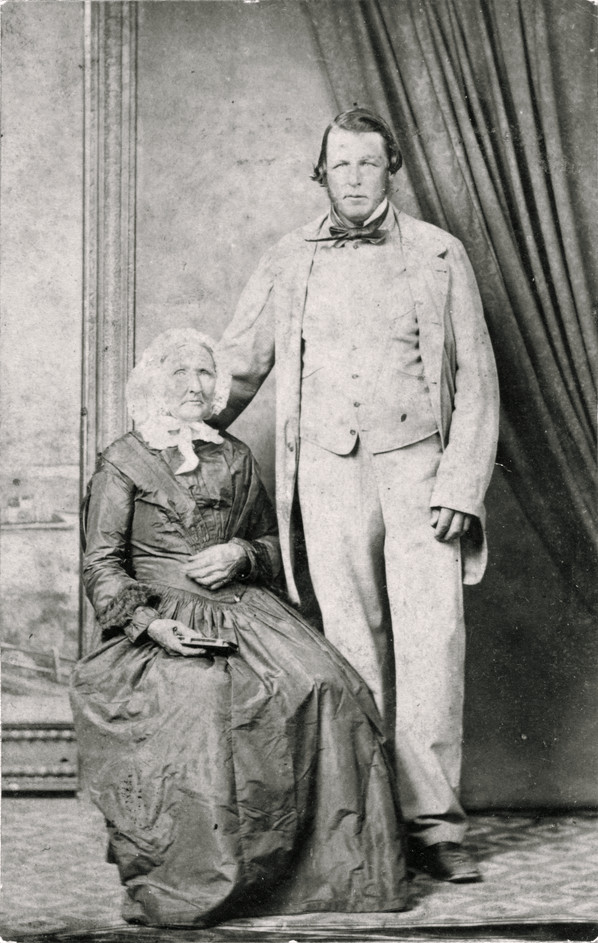
"Granny" Smith (1799–1870).

Maria Ann "Granny" Smith (1799 - 9 de marzo de 1870) fue una horticultora británica-australiana quien descubrió la variedad de manzana Granny Smith, producto de una polinización aleatoria.

## Biografía
Maria nació en 1799 en Peasmarsh en el condado inglés de Sussex. Era hija de John Sherwood, un campesino y su esposa Hannah Wright. Maria comenzó a interesarse y a realizar tareas agrícolas y se casó a la edad de 19 años con el agricultor Thomas Smith (1799–1876). Ambos eran analfabetos. Los Smiths vivieron en Beckley, Sussex por diecinueve años, tiempo en el cual Maria tuvo ocho hijos, tres de los cuales fallecieron en su infancia.
La familia Smith emigró a Nueva Gales del Sur como colonos libres dentro del programa 'Bounty Scheme' del gobierno Australiano, llegaron a Sídney en 1838 a bordo del barco Lady Nugent. Thomas consiguió empleo con un colono en el distrito de producción de fruta en Kissing Point, cerca de Ryde, zona muy poco habitada en ese entonces tal es así que se la denominaba el "Dark Country" (la Región oscura). Thomas y Maria vivieron en este distrito por el resto de sus vidas. En 1856, Thomas compró dos terrenos para agricultura, que abarcaban en total 9.7 ha a la vera de la Reserva Campo de Marte cerca de Eastwood por 605 libras.
El clima de Ryde propicio para el cultivo de fruta les permitió producir frutos que luego vendían en Sídney, para ello transportaban su producción en carro tirado por caballos o en una barcaza por el río Parramatta. Maria también preparaba pasteles que luego vendía en el mercado, los cuales eran muy afamados.

## Desarrollo de la manzana Granny Smith

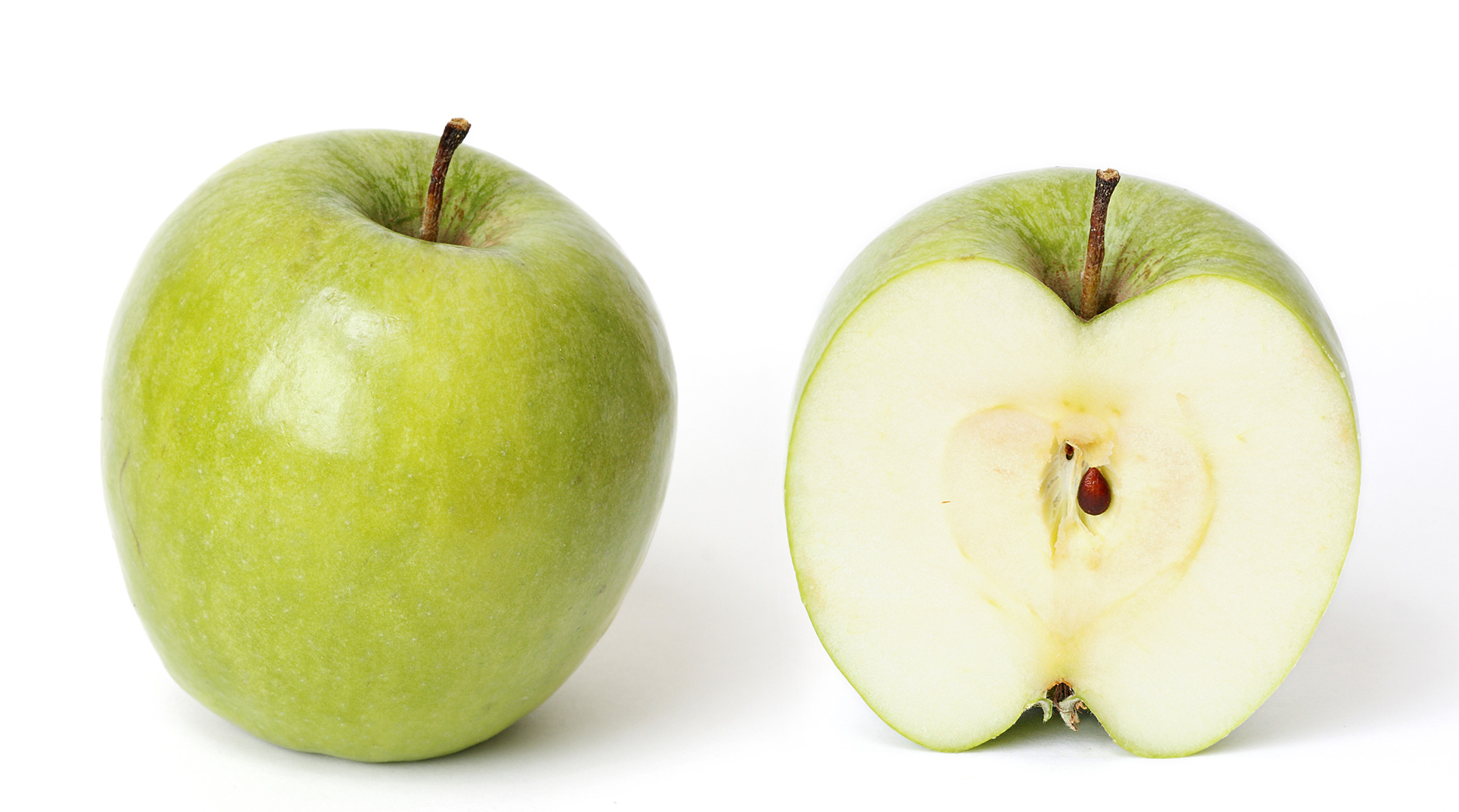
Manzana Granny Smith.

Maria compró en el mercado de Sídney un cajón de manzanas silvestres francesas cultivadas en Tasmania, para usarlas para preparar tartas. Luego de utilizar las manzanas, arrojó las cáscaras, las semillas y algunas manzanas en mal estado en una pila de compost cerca de un arroyuelo en su granja. Algún tiempo después, ella notó que una planta de manzana, distinta a la manzana silvestre que ella conocía, comenzaba a crecer en el compost. Ella la cuidó y al tiempo la planta dio frutos. En 1868 ella le solicitó a EH Small un horticultor local su opinión sobre la planta de manzana, Small indicó que según su opinión la misma constituía una nueva variedad de manzana. En 1876, luego de fallecer Maria y Thomas, el agricultor local Edward Gallard compró parte de la granja de los Smith y desarrolló la variedad 'Granny Smith', plantó gran cantidad de árboles que le brindaron una importante producción, hasta su muerte en 1914. La cáscara de textura grasosa y la calidad de su pulpa de la nueva variedad claramente la relacionan con las manzanas silvestres. La variedad fue denominada "Granny" Smith en honor a la anciana que la había cultivado por primera vez.

## Fallecimiento y legado
Maria Ann Smith falleció en 1870 en Ryde. Su esposo, tres hijos y dos hijas le sobrevivieron. Durante su vida la variedad de manzana que había descubierto no alcanzó el estatus de una variedad comercial; sin embargo, su cultivo fue continuado por los agricultores locales, incluido Gallard, quien compró parte de las tierras de Smith luego del fallecimiento de Thomas en 1876. En 1890 por primera vez es mencionada en la Exposición de Agricultura y Horticultura de Castle Hill como la "variedad Smith". Hacia 1891, la variedad "Granny Smith" ganó el premio de mejor manzana de repostería, y a partir de entonces fue adoptada para su cultivo por los agricultores locales.
En 1895, Albert H. Benson, experto en frutos del Departamento de Agricultura de Nueva Gales del Sur, reconoció que la variedad "Granny Smith" era adecuada para exportar. Benson también dio comienzo a la gran plantación a escala de la manzana en la Estación experimental del Gobierno en Bathurst. Ese año la variedad fue incluida en la lista de frutas de exportación del Departamento de Agricultura. Poco después de la Primera Guerra Mundial, manzanas de la variedad Granny Smith eran exportadas desde Australia a todo el mundo.
El sector sur del campo de los Smith en la actualidad es denominado Granny Smith Memorial Park. Desde 1985, se realiza el festival anual Granny Smith en Eastwood.